# Invader Zim
Invader Zim (dt. Eindringling Zim) ist eine von Jhonen Vasquez entwickelte US-amerikanische Zeichentrickserie. Die Serie wurde in den Jahren 2001–2002 für den zum Viacom-Konzern gehörenden Fernsehsender Nickelodeon produziert.
In den USA lief die Serie seit März 2001. Es wurden nur zwei Staffeln produziert. Noch vor dem Ende der zweiten Staffel – nach 27 produzierten Folgen mit 46 Episoden – wurde die Serie im Dezember 2002 wieder abgesetzt und viele Folgen blieben trotz fertigem Storyboard unproduziert. In Deutschland war die Serie ab Dezember 2005 auf NICK und in der Schweiz seit dem 25. November 2006 auf SRF zwei im Zweikanalton zu sehen. Zuletzt wurde die Serie auf dem Pay-TV-Sender nicktoons ausgestrahlt.
Ein 71-minütiger Nachfolger-Film namens Invader Zim: Enter the Florpus ist am 16. August 2019 auf Netflix in mehreren Sprachen, darunter Deutsch, veröffentlicht worden.

## Kurzbeschreibung
Ganz allein ruiniert der größenwahnsinnige Zim die Operation „Drohender Untergang“, welche seiner Spezies (den Irken) die Vorherrschaft über die Galaxis sichern sollte. Zim wird deswegen auf den Planeten Fressotopia verbannt. Dort hört er von der Operation „Drohender Untergang Episode Zwei“ und kehrt zurück, um eine zweite Chance zu erhalten. Um Zim nun endgültig loszuwerden und wenigstens den Erfolg von Operation „Drohender Untergang Episode Zwei“ zu sichern, schicken ihn seine Anführer, die „Allmächtigen Allergrößten“, die Zim auf den Tod nicht ausstehen können, an einen Ort, an dem kein Planet vermutet wird. Zufälligerweise gibt es dort doch einen Planeten – die Erde. Zim allerdings würde es im Traum nicht einfallen, dass man ihn eigentlich nur loswerden will.
Da die Allmächtigen Allergrößten Zim nicht mit einer funktionierenden S.I.R. (Standard Informations Sammel-Roboter, im Original Standard-issue Information Retrieval) – Einheit als Unterstützung ausrüsten wollen, bekommt er stattdessen den psychotischen, hedonistischen, kleinen Roboter namens G.I.R. (nicht einmal G.I.R. selbst weiß, wofür das G in seinem Namen steht), der von den Allmächtigen Allergrößten in der Eile aus einem Haufen Müll zusammengesetzt und Zim als besonders fortschrittliches Modell verkauft wurde.
Auf der Erde angekommen versucht Zim, sich erst einmal möglichst unauffällig zu verhalten. Er passt seine Basis dem Stil der Menschen an, sie wird zu einem Haus mit einem WC-Schild mit einem Mann drauf (im Glauben, es sei ein Zeichen, das hier ein Mensch lebe) an der Eingangstür. G.I.R. wird mit einem grünen Hundeanzug mit überdeutlichem Reißverschluss getarnt. Zim selbst verkleidet sich als Mensch (zumeist als Schuljunge), vergisst dabei aber seine grüne Haut und das Fehlen seiner Ohren zu kaschieren. Um die Schwächen (in ihrem Verteidigungssystem gegen außerirdische Invasoren) und Geheimnisse der Erdlinge herauszufinden, schleust er sich in die Schule (Skool) ein. Alles scheint nach Plan zu verlaufen. Er hat allerdings nicht mit seinem ziemlich exzentrischen Mitschüler Dib gerechnet, der Zim und seine eigentlich recht stümperhafte Maskerade von Anfang an durchschaut. Ein Glück für Zim: Seine Mitschüler glauben Dib kein Wort, da viele ihn schlichtweg für einen durchgedrehten Psychotiker halten. Im Grunde ist das aber auch nicht weiter relevant, denn auch ohne Dib scheitern Zims Pläne meistens gnadenlos, aufgrund des übersteigerten Selbstwertgefühls des kleinen Irken sowie seiner enormen Pechsträhne und nicht zuletzt wegen seines völlig durchgeknallten Roboters G.I.R.

## Synchronisation
| Charakter                          | Originalsprecher       | Deutscher Sprecher (Serie) | Deutscher Sprecher (Film) |
| ---------------------------------- | ---------------------- | -------------------------- | ------------------------- |
| Zim                                | Richard Steven Horvitz | Björn Schalla              | Björn Schalla             |
| G.I.R.                             | Rosearik Rikki Simons  | Sabine Manke               | Sabine Manke              |
| Dib                                | Andy Berman            | Tobias Müller              | Tobias Müller             |
| Gaz                                | Melissa Fahn           | Yvonne Greitzke            | Yvonne Greitzke           |
| Prof. Membrane                     | Rodger Bumpass         | Norbert Gescher            | Erich Räuker              |
| Allmächtiger Allergrößter „Purple“ | Kevin McDonald         | Tilo Schmitz               | Tilo Schmitz              |
| Allmächtiger Allergrößter „Red“    | Wally Wingert          | Jan Spitzer                | Jan Spitzer               |
| Robo Mom                           | Mo Collins             | Rita Engelmann             | ?                         |
| Robo Dad                           | Michael McDonald       | Detlef Bierstedt           | Detlef Bierstedt          |
| Ms. Bitters                        | Lucille Bliss          | Barbara Ratthey            | –                         |
| Iggins                             | Paul Greenberg         | Hannes Maurer              | –                         |

## Charaktere
Zim:
Zim ist ziemlich klein geraten und gehört zum außerirdischen Volk der Irken. Er strotzt vor Selbstbewusstsein und neigt zum Größenwahn. Zim ist so von sich eingenommen, dass er keinerlei Widerspruch duldet. Selbst wenn die Fakten eindeutig gegen ihn sprechen, erfindet er lieber halbseidene Ausreden als Fehler zuzugeben. Nur sein fehlgeleitetes Vertrauen in seine Anführer, die Allmächtigen Allergrößten, scheint stärker als sein Ego zu sein. Zim wurde auf die Erde ins Exil geschickt unter der Vorgabe, er solle sie für eine bevorstehende Invasion auskundschaften. Fest davon überzeugt, dass dies den Tatsachen entspricht, macht er sich voller Eifer ans Werk und begeht einen Fehler nach dem anderen. Er tarnt sich, seinen Gehilfen den Roboter G.I.R. und seinen Stützpunkt mehr schlecht als recht und gibt sich als ausländisches Kind mit einer Hautkrankheit („grüne Haut und keine Ohren“) aus. Sein größter Widersacher ist der Junge Dib, der ständig versucht ihn bloßzustellen. Allerdings wird Zim selbst von den Allmächtigen Allergrössten nur als ein "verrückter Spinner" abgetan. Zim hat bereits mehrere Male versucht, sich Dib vom Hals zu schaffen (u. a. durch Zeitreise, Kampfroboter oder ein genetisches Virus), was jedoch immer auf äußerst komische Weise fehlschlug.
Wie alle Irken trägt Zim ein Multifunktionswerkzeug namens PAK auf dem Rücken, das er in seiner Menschengestalt als Schulranzen ausgibt. In einer geplanten, aber nie umgesetzten Folge mit dem Arbeitstitel "Ten Minutes To Doom" hätte Zim von seinem PAK getrennt werden sollen und langsam seine Persönlichkeit verloren, da der Körper eines Irken nur dazu da ist, dem gehirnähnlichen PAK als Wirt zu dienen. Gegen diese Idee sprechen jedoch die Tatsache, dass Zim in einigen existierenden Folgen sein PAK kurzzeitig abnimmt und in der Folge "Das böse Gummischwein" sein Gehirn, das in seinem Kopf sitzt, versehentlich gegen ein Gummischwein tauscht, was ihn zu einem sabbernden Idioten macht.
G.I.R.:
G.I.R. ist Zims Robotergehilfe. Im Gegensatz zu den „richtigen“ Eroberern, die alle einen Standard-Informations-Sammelroboter (S.I.R.) erhielten, welcher auch eine Thermosflasche ist, bekam Zim G.I.R. Was das „G“ bedeutet, ist nicht bekannt.
Die „Allmächtigen Allergrößten“ haben ihn aus ein paar Schrottteilen zusammengebaut und Zim übergeben.
G.I.R. funktioniert nur selten richtig und benimmt sich wie ein hyperaktives Kleinkind. Er scheint darüber hinaus zur Schizophrenie zu neigen, da er direkten Befehlen für einige Augenblicke Folge leistet (meist unabhängig davon, wer genau ihm befiehlt), nur um gleich wieder in zusammenhanglos schwachsinnige Verhaltensweisen zurückzufallen. Er isst gerne Tacos und Burritos, trinkt Slush-Ice-Drinks, sieht viel fern und spielt mit Gummitieren. Er hält sich auch ein Gummischwein als Haustier und Freund. G.I.R. hat kein moralisches Bewusstsein und verhält sich meist sehr merkwürdig. Dass er als Hund oftmals Dinge kauft, sprechen kann oder auf zwei Beinen laufen kann, wurde bisher nur von Dib als Besonderheit empfunden.
In einer der späteren Folgen sollte G.I.R. blutüberströmt sein, dies wurde aber von Nickelodeon untersagt. Danach wurden in 14 Invader Zim-Episoden Bilder von Bloody G.I.R. eingefügt.
Dib:
Dib ist der Sohn des großen Wissenschaftlers Prof. Membrane und hat sein Leben dem Aufklären paranormaler Phänomene verschrieben. Er wird von aller Welt als verrückt und sogar wahnsinnig gehalten und hatte bereits einen Aufenthalt in der Irrenanstalt (für Jungen).
Zwar versucht er unnachgiebig zu beweisen, dass Zim ein Außerirdischer ist, wird aber als Spinner abgetan. Er gehört als Agent Mothman (Mottenmann) der „Organisation der geschwollenen Augäpfel“ an, die sich mit Paranormalem beschäftigt. Zudem hatte er das Glück an Irkentechnologie zu gelangen als Taks Raumschiff in seinem Vorgarten abstürzte. Dib gilt als paranoid, da er einmal selbst ein Faultier verfolgte, weil er es für einen „Außerirdischen“ hielt.
Jhonen Vazquez ließ in Interviews durchblicken, dass, wäre die Serie fortgesetzt worden, es sich herausgestellt hätte, dass Dib nicht Professor Membranes leiblicher Sohn, sondern ein von diesem konstruierter Android ist.
Gaz:
Die jüngere Schwester von Dib. Sie ist die Einzige außer Dib und dem Schulpsychologen Mr. Dwicky, die weiß (oder bemerkt), dass Zim ein Außerirdischer ist. Gaz kümmert sich aber nicht darum, dass dieser versucht, die Welt zu erobern. Sie ist der Meinung, dass er zu dumm und inkompetent sei um seine Pläne jemals in die Tat umzusetzen.
Gaz ist ein sehr egozentrisches, unausgeglichenes und unsoziales Mädchen, das sich von fast allen gestört fühlt und andere (vor allem Dib) gerne leiden sieht. Zudem hat sie eine ausgeprägte Leidenschaft für Videospiele, Pizza und Schweine und fürchtet nur wenige Dinge. Gaz hält Dib für verrückt und sie kann seine Stimme nicht ausstehen. Sie gilt als außerordentlich willensstarkes und unausstehliches Kind. In einigen Folgen merkt man zudem, dass Gaz jedoch mindestens gleich intelligent wie ihr Bruder Dib ist. 
Prof. Membrane:
Prof. Membrane ist der größte und beste Wissenschaftler der Erde und der Vater von Dib und Gaz. Er ist ständig mit irgendwelchen wissenschaftlichen Projekten beschäftigt und nur selten zu Hause. Er hat unter anderem einen Generator gebaut der keine Energie verbraucht und ist der Erfinder von „Supertoast“. Sorgen macht er sich vor allem um seinen „armen wahnsinnigen Sohn“ und hofft, dass sich dessen verrückte Ideen mit der Zeit verwachsen. Obwohl Professor Membrane zweifellos genial ist, interessiert er sich nicht für paranormale Phänomene wie Dib. "Membrane" ist allerdings nur der Vorname des Professors und nicht etwa Gaz und Dibs Familienname, der unbekannt bleibt.
Die Allmächtigen Allergrößten:
Die Allmächtigen Allergrößten „Red“ und „Purple“ sind die Anführer aller Irken. Der hauptsächliche Grund dafür ist anscheinend allein ihre überragende Körpergröße, welche bei den Irken eine entscheidende Rolle spielt (doch müssen auch sie sich den Entscheidungen der Kontroll-Gehirne beugen, was bedeutet, dass es sich bei den Allergrößten lediglich um Galionsfiguren handelt was von Jhonen Vasquez bestätigt wurde.). Sie stopfen sich ständig mit Snacks voll und amüsieren sich auf alle möglichen Weisen. Vor allem die Taten des bei ihnen verhassten Zim bringen sie oft zum Lachen. Sie scheinen gute Anführer zu sein, denn immerhin beherrschen sie die halbe Galaxie. Sie haben Zim mit dem größten Schrott ausgestattet, den das Irken-Reich jemals sah. Meistens halten sie sich auf dem Mutterschiff der Irken auf und steuern die militärischen Feldzüge ihres Imperiums.
Ms Bitters:
Miss Bitters ist Zims und Dibs Klassenlehrerin. Ihr Unterricht zeichnet sich dadurch aus, dass sie ihre Schüler auf ein sinnloses Leben als Versager vorbereitet. Selbst in ihrer Kindheit bitter enttäuscht ("Träume enden unweigerlich in schmerzhaften Implosionen"), macht sie auch ihren Schülern keinerlei Hoffnung auf ein glückliches und erfolgreiches Leben. Sie hat eine schreckliche Sonnenallergie und scheint gelegentlich gleich einem Vampir oder Geistwesen ohne Beine durch den Raum zu schweben. Ihr Lieblingswort ist "Verderben" und sie bevorzugt einen sehr strengen Erziehungsstil ("Eure Eltern werden alle einen Anruf erhalten, mit der Anweisung euch in Zukunft weniger lieb zu haben").
Tak:
Eine andere Irkin, die vor 50 Jahren ihre Abschlussprüfung zur Elitesoldatin machen wollte (oder wenigstens übergangsweise die zur Eroberin). Sie konnte dazu allerdings nicht erscheinen, da sie aufgrund eines Stromausfalls, den Zim verursachte, in ihrem Haus fest saß. Tak durfte sie nicht nachholen und musste nun weitere 70 Jahre auf die nächste Chance warten.
Sie suchte also den Verantwortlichen (Zim) um dessen Mission zu übernehmen, die „Allmächtigen Allergrößten“ zu beeindrucken und doch noch zur Eroberin ernannt zu werden.
Tak verfügte über ein selbst konstruiertes Raumschiff und über den S.I.R. „Mimi“.
Sie tarnte ihren Stützpunkt als überdimensionale Würstchenbude und gab sich wie Zim als Schulkind aus. Dadurch, dass Zim mit Dib und Gaz zusammenarbeitete, konnte sie von der Erde vertrieben werden. Zum Schluss fiel ihr Schiff Dib in die Hände (der es kurz darauf selbst verlor).
Obwohl Tak in nur einer einzigen Doppelfolge persönlich mitspielt, gab es Pläne, sie wieder auftreten zu lassen. Es gab Pläne, ihren S.I.R.-Roboter Mimi in Katzengestalt gegen Hunde-G.I.R. während einer Tiershow antreten zu lassen. Sie tauchte das erste Mal am Valentinstag auf, an dem sich jeder Fleischstücke in Herzform schenkt. Zim denkt, dass Tak in ihn verliebt ist und macht ihr Geschenke, von denen Erdlinge eigentlich begeistert sind.

## Veröffentlichung
Die Serie erschien letztendlich am 17. Oktober 2014 auf DVD.